# Copa da Dinamarca
A Copa da Dinamarca (em dinamarquês: Landspokalturneringen), também chamada de Sydbank Pokalen por motivos de patrocínio) é a competição oficial de eliminatórias do futebol dinamarquês, gerida pela Federação Dinamarquesa de Futebol. A taça é disputada anualmente desde 1954.
O vencedor se classifica para a Liga Europa da UEFA no ano seguinte, onde (a partir da época 2009-10) entra na 3° fase pré-eliminatória.
A final é tradicionalmente disputada no Kristi Himmelfarts Dag (The Ascension) e é sempre disputada no estádio nacional dinamarquês Parken. No entanto, nas temporadas de 1991 e 1992, a final foi remarcada para Odense Stadion e Århus Stadion, respectivamente, devido à renovação de Parken. Além disso, em 2011, como a Quinta-feira da Ascensão caiu em 2 de junho e uma data de jogo internacional já estava marcada para esta data, a final da Copa da Dinamarca foi disputada duas semanas antes, em 22 de maio, que coincidiu com a Maratona de Copenhague anual.
O clube com mais jogos na final é o AGF com 12 finais, tendo vencido 9 delas e seu último campeão foi SønderjyskE, que ganhou seu 1° título.
Chama-se a atenção para o fato de que a final, na maioria das vezes, de forma não prática, é disputada antes das últimas rodadas da liga, o que pode gerar especulações em benefício da derrota em jogos do campeonato no final da temporada, especialmente para o vice-campeão. se o vencedor está indo para o campeonato. Recentemente, o ex-jogador do AaB, David Nielsen, afirmou em sua autobiografia que depois de perder a final da taça em 2004 para o FC Copenhagen, ele deliberadamente perdeu oportunidades de marcar contra eles quando AaB e FC Copenhagen se enfrentaram na última partida da liga, porque o Conpenhagen ganharia o campeonato (e, portanto, um doblete) e  também a taça  conseguir o AaB na Taça UEFA como finalista perdedor da taça.

## Patrocínio
O torneio de Copa nacional sancionado pela FA dinamarquesa, é patrocinado desde 1990:
| Patrocinador  | Tempo            | Nome da Competição |
| ------------- | ---------------- | ------------------ |
| GiroBank      | 1990–1995/96     | Giro Cup           |
| Compaq        | 1996/97–1998/99  | Compaq Cup         |
| DONG          | 2000–2004        | DONG Cup           |
| Ekstra Bladet | 2008/09–2010/11  | Ekstra Bladet Cup  |
| Nenhum        | 2011/12–2018/19  | DBU Pokalen        |
| Sydbank       | 2018/19–presente | Sydbank Pokalen    |

## Finais
Fonte:[carece de fontes?]
| Temporada             | Campeões (n° de títulos) | Placar                       | Vice-campeão          | Melhor jogador da final (Pokalfighter) | Estádio                    | Público               | Ref   |
| Landspokalturneringen | Landspokalturneringen    | Landspokalturneringen        | Landspokalturneringen | Landspokalturneringen                  | Landspokalturneringen      | Landspokalturneringen |       |
| --------------------- | ------------------------ | ---------------------------- | --------------------- | -------------------------------------- | -------------------------- | --------------------- | ----- |
| 1954–55               | AGF                      | 4 – 0                        | Aalborg Chang         | Aage Rou Jensen, AGF                   | Idrætsparken, Copenhagen   | 10,300                |       |
| 1955–56               | Frem                     | 1 – 0                        | AB                    | Bent Jørgensen, Frem                   | Idrætsparken, Copenhagen   | 23,000                |       |
| 1956–57               | AGF (2)                  | 2 – 0                        | Esbjerg fB            | John Amdisen, AGF                      | Idrætsparken, Copenhagen   | 25,800                |       |
| 1957–58               | Vejle                    | 3 – 2                        | KB                    | Knud Herbert Sørensen, Vejle           | Idrætsparken, Copenhagen   | 28,600                |       |
| 1958–59               | Vejle (2)                | 1 – 1 (pro)                  | AGF                   | Erling Sørensen, Vejle                 | Idrætsparken, Copenhagen   | 33,000                |       |
| 1958–59               | Vejle (2)                | 1 – 0                        | AGF                   | —                                      | Idrætsparken, Copenhagen   | 17,700                |       |
| 1959–60               | AGF (3)                  | 2 – 0                        | Frem Sakskøbing       | Vagn Hansen, Frem Sakskøbing           | Idrætsparken, Copenhagen   | 17,500                |       |
| 1960–61               | AGF (4)                  | 2 – 0                        | KB                    | John Amdisen, AGF                      | Idrætsparken, Copenhagen   | 33,500                |       |
| 1961–62               | B 1909                   | 1 – 0                        | Esbjerg fB            | Bruno Eliasen, B 1909                  | Idrætsparken, Copenhagen   | 18,000                |       |
| 1962–63               | B 1913                   | 2 – 1                        | Køge                  | Hans Andersen, Køge                    | Idrætsparken, Copenhagen   | 10,900                |       |
| 1963–64               | Esbjerg fB               | 2 – 1                        | Odense KFUM           | Carl Bertelsen, Esbjerg fB             | Idrætsparken, Copenhagen   | 24,500                |       |
| 1964–65               | AGF (5)                  | 1 – 0                        | KB                    | Frank Johansen, KB                     | Idrætsparken, Copenhagen   | 18,600                |       |
| 1965–66               | AaB                      | 3 – 1 (pro)                  | KB                    | Leif Skov, AaB                         | Idrætsparken, Copenhagen   | 18,600                |       |
| 1966–67               | Randers Freja            | 1 – 0                        | AaB                   | Jørgen Rasmussen, Randers Freja        | Idrætsparken, Copenhagen   | 13,700                |       |
| 1967–68               | Randers Freja (2)        | 3 – 1                        | Vejle                 | Per Gaardsøe, Randers Freja            | Idrætsparken, Copenhagen   | 15,200                |       |
| 1968–69               | KB                       | 3 – 0                        | Frem                  | Flemming Pedersen, KB                  | Idrætsparken, Copenhagen   | 18,500                |       |
| 1969–70               | AaB (2)                  | 2 – 1                        | Lyngby                | Carsten Aagaard, Lyngby                | Idrætsparken, Copenhagen   | 18,200                |       |
| 1970–71               | B 1909 (2)               | 1 – 0                        | Frem                  | Arno Hansen, B 1909                    | Idrætsparken, Copenhagen   | 23,700                |       |
| 1971–72               | Vejle (3)                | 2 – 0                        | Fremad Amager         | Tonny Hartvig Nielsen, Fremad Amager   | Idrætsparken, Copenhagen   | 20,200                |       |
| 1972–73               | Randers Freja (3)        | 2 – 0                        | B 1901                | Helge Vonsyld, Randers Freja           | Idrætsparken, Copenhagen   | 21,800                |       |
| 1973–74               | Vanløse IF               | 5 – 2                        | OB                    | Per Bartram, OB                        | Idrætsparken, Copenhagen   | 20,000                |       |
| 1974–75               | Vejle (4)                | 1 – 0                        | Holbæk B&I            | Niels Tune, Holbæk B&I                 | Idrætsparken, Copenhagen   | 26,300                |       |
| 1975–76               | Esbjerg fB (2)           | 2 – 1                        | Holbæk B&I            | Jens Jørn Bertelsen, Esbjerg fB        | Idrætsparken, Copenhagen   | 23,500                |       |
| 1976–77               | Vejle (5)                | 2 – 1                        | B 1909                | Henning Andersen, B 1909               | Idrætsparken, Copenhagen   | 13,100                |       |
| 1977–78               | Frem (2)                 | 1 – 1 (pro)                  | Esbjerg fB            | Erik Jespersen, Esbjerg fB             | Idrætsparken, Copenhagen   | 12,700                |       |
| 1977–78               | Frem (2)                 | Replay: 1 – 1 (pro)          | Esbjerg fB            | —                                      | Idrætsparken, Copenhagen   | 1,800                 |       |
| 1977–78               | Frem (2)                 | Replay: 1 – 1 (pro, 5–4 pen) | Esbjerg fB            | —                                      | Idrætsparken, Copenhagen   | 2,300                 |       |
| 1978–79               | B 1903                   | 1 – 0                        | Køge                  | Peter Poulsen, Køge                    | Idrætsparken, Copenhagen   | 9,800                 |       |
| 1979–80               | Hvidovre IF              | 5 – 3                        | Lyngby                | Michael Christensen, Hvidovre IF       | Idrætsparken, Copenhagen   | 23,500                |       |
| 1980–81               | Vejle (6)                | 2 – 1                        | Frem                  | Poul Erik Østergaard, Vejle            | Idrætsparken, Copenhagen   | 17,500                |       |
| 1981–82               | B 93                     | 3 – 3 (pro)                  | B 1903                | Ole Pedersen, B 93                     | Idrætsparken, Copenhagen   | 7,600                 |       |
| 1981–82               | B 93                     | Replay: 1 – 0                | B 1903                | —                                      | Idrætsparken, Copenhagen   | 5,300                 |       |
| 1982–83               | OB                       | 3 – 0                        | B 1901                | Morten Donnerup, OB                    | Idrætsparken, Copenhagen   | 7,700                 |       |
| 1983–84               | Lyngby                   | 2 – 1                        | KB                    | Bo Fosgaard, KB                        | Idrætsparken, Copenhagen   | 25,800                |       |
| 1984–85               | Lyngby (2)               | 3 – 2                        | Esbjerg fB            | Henrik Nielsen, Esbjerg fB             | Idrætsparken, Copenhagen   | 9,200                 |       |
| 1985–86               | B 1903 (2)               | 2 – 1                        | Ikast fS              | Sigurd Kristensen, Ikast fS            | Idrætsparken, Copenhagen   | 5,600                 |       |
| 1986–87               | AGF (6)                  | 3 – 0                        | AaB                   | Karsten Christensen, AGF               | Idrætsparken, Copenhagen   | 6,300                 |       |
| 1987–88               | AGF (7)                  | 2 – 1 (pro)                  | Brøndby IF            | Troels Rasmussen, AGF                  | Idrætsparken, Copenhagen   | 20,000                |       |
| 1988–89               | Brøndby IF               | 6 – 3 (pro)                  | Ikast fS              | Klaus Granlund, Ikast fS               | Idrætsparken, Copenhagen   | 11,600                |       |
| Giro Cup              |                          |                              |                       |                                        |                            |                       |       |
| 1989–90               | Lyngby (3)               | 0 – 0 (pro)                  | AGF                   | Henrik Larsen, Lyngby                  | Idrætsparken, Copenhagen   | 8,600                 |       |
| 1989–90               | Lyngby (3)               | Replay: 6 – 1                | AGF                   | —                                      | Idrætsparken, Copenhagen   | 2,000                 |       |
| 1990–91               | OB (2)                   | 0 – 0 (pro)                  | AaB                   | Keld Bordinggaard, OB                  | Odense Stadion, Odense     | 13,212                |       |
| 1990–91               | OB (2)                   | Replay: 0 – 0 (pro, 4–3 pen) | AaB                   | —                                      | Odense Stadion, Odense     | 4,554                 |       |
| 1991–92               | AGF (8)                  | 3 – 0                        | B 1903                | Bo Harder, AGF                         | Aarhus Idrætspark, Aarhus  | 20,000                |       |
| 1992–93               | OB (3)                   | 2 – 0                        | AaB                   | Søren Thorst, AaB                      | Parken, Copenhagen         | 9,023                 |       |
| 1993–94               | Brøndby IF (2)           | 0 – 0 (pro, 3 – 1 pen)       | Næstved IF            | Jørgen Juul Jensen, Næstved IF         | Parken, Copenhagen         | 27,069                |       |
| 1994–95               | F.C. Copenhagen          | 5 – 0                        | AB                    | Carsten V. Jensen, F.C. Copenhagen     | Parken, Copenhagen         | 20,536                |       |
| 1995–96               | AGF (9)                  | 2 – 0                        | Brøndby IF            | Stig Tøfting, AGF                      | Parken, Copenhagen         | 36,103                |       |
| Compaq Cup            |                          |                              |                       |                                        |                            |                       |       |
| 1996–97               | F.C. Copenhagen (2)      | 2 – 0                        | Ikast fS              | Lars "Mini" Hansen, Ikast fS           | Parken, Copenhagen         | 17,368                |       |
| 1997–98               | Brøndby IF (3)           | 4 – 1                        | F.C. Copenhagen       | John "Faxe" Jensen, Brøndby IF         | Parken, Copenhagen         | 41,044                |       |
| 1998–99               | AB                       | 2 – 1                        | AaB                   | René Henriksen, AB                     | Parken, Copenhagen         | 25,113                |       |
| DONG Cup              |                          |                              |                       |                                        |                            |                       |       |
| 1999–2000             | Viborg                   | 1 – 0                        | AaB                   | Arek Onyszko, Viborg FF                | Parken, Copenhagen         | 18,098                |       |
| 2000–01               | Silkeborg IF             | 4 – 1                        | AB                    | Jan Michaelsen, AB                     | Parken, Copenhagen         | 14,743                |       |
| 2001–02               | OB (4)                   | 2 – 1                        | F.C. Copenhagen       | Lars Jacobsen, OB                      | Parken, Copenhagen         | 28,481                |       |
| 2002–03               | Brøndby IF (4)           | 3 – 0                        | FC Midtjylland        | Kasper Dalgas, Brøndby IF              | Parken, Copenhagen         | 32,660                |       |
| 2003–04               | F.C. Copenhagen (3)      | 1 – 0                        | AaB                   | Hjalte Bo Nørregaard, F.C. Copenhagen  | Parken, Copenhagen         | 38,095                |       |
| Landspokalturneringen |                          |                              |                       |                                        |                            |                       |       |
| 2004–05               | Brøndby IF (5)           | 3 – 2 (pro)                  | FC Midtjylland        | Johan Elmander, Brøndby IF             | Parken, Copenhagen         | 35,716                |       |
| 2005–06               | Randers FC (4)           | 1 – 0 (pro)                  | Esbjerg fB            | Carsten Fredgaard, Randers FC          | Parken, Copenhagen         | 23,825                |       |
| 2006–07               | OB (5)                   | 2 – 1                        | F.C. Copenhagen       | Johan Absalonsen, OB                   | Parken, Copenhagen         | 30,013                |       |
| 2007–08               | Brøndby IF (6)           | 3 – 2                        | Esbjerg fB            | Samuel Holmén, Brøndby IF              | Parken, Copenhagen         | 33,154                |       |
| Ekstra Bladet Cup     |                          |                              |                       |                                        |                            |                       |       |
| 2008–09               | F.C. Copenhagen (4)      | 1 – 0                        | AaB                   | Thomas Augustinussen, AaB              | Parken, Copenhagen         | 29,249                |       |
| 2009–10               | FC Nordsjælland          | 2 – 0 (pro)                  | FC Midtjylland        | Nicolai Stokholm, FC Nordsjælland      | Parken, Copenhagen         | 18,856                |       |
| 2010–11               | FC Nordsjælland (2)      | 3 – 2                        | FC Midtjylland        | Mikkel Thygesen, FC Midtjylland        | Parken, Copenhagen         | 14,646                |       |
| DBU Pokalen           |                          |                              |                       |                                        |                            |                       |       |
| 2011–12               | F.C. Copenhagen (5)      | 1 – 0                        | AC Horsens            | Bryan Oviedo, FC Copenhagen            | Parken, Copenhagen         | 21,963                |       |
| 2012–13               | Esbjerg fB (3)           | 1 – 0                        | Randers FC            | Magnus Lekven, Esbjerg fB              | Parken, Copenhagen         | 26,194                |       |
| 2013–14               | AaB (3)                  | 4 – 2                        | F.C. Copenhagen       | Rasmus Thelander, AaB                  | Parken, Copenhagen         | 27,824                |       |
| 2014–15               | F.C. Copenhagen (6)      | 3 – 2 (pro)                  | FC Vestsjælland       | Thomas Delaney, F.C. Copenhagen        | Parken, Copenhagen         | 24,095                |       |
| 2015–16               | F.C. Copenhagen (7)      | 2 – 1                        | AGF                   | William Kvist, F.C. Copenhagen         | Parken, Copenhagen         | 35,828                |       |
| 2016–17               | F.C. Copenhagen (8)      | 3 – 1                        | Brøndby IF            | Stephan Andersen, F.C. Copenhagen      | Parken, Copenhagen         | 32,140                |       |
| 2017–18               | Brøndby IF (7)           | 3 – 1                        | Silkeborg IF          | Simon Jakobsen, Silkeborg IF           | Parken, Copenhagen         | 31,027                |       |
| Sydbank Pokalen       |                          |                              |                       |                                        |                            |                       |       |
| 2018–19               | FC Midtjylland           | 1 – 1 (peo, 4 – 3 pen)       | Brøndby IF            | Gustav Wikheim, FC Midtjylland         | Parken, Copenhagen         | 31,430                |       |
| 2019–20               | SønderjyskE              | 2 – 0                        | AaB                   | Anders K. Jacobsen, SønderjyskE        | Esbjerg Stadion, Esbjerg   |                       |       |
| 2020–21               | Randers FC (2)           | 4 – 0                        | SønderjyskE           | Mathias Greve, Randers FC              | Aarhus Idrætspark, Aarhus  | 7,981                 |       |
| 2021–22               | Midtjylland (2)          | 0 – 0 (peo, 4–3 pen)         | Odense Boldklub       |                                        | Brøndby Stadion, Brøndby   |                       |       |
| 2022–23               | F.C. Copenhagen (9)      | 1 – 0                        | AaB                   | Diogo Gonçalves, FC Copenhague         | Estádio Parken, Copenhague | 34,937                | [ 3 ] |

## Títulos por clubes
| Clube           | # | Títulos                                              | #  | Vices                                                      |
| --------------- | - | ---------------------------------------------------- | -- | ---------------------------------------------------------- |
| AGF             | 9 | 1955, 1957, 1960, 1961, 1965, 1987, 1988, 1992, 1996 | 3  | 1959, 1990, 2016                                           |
| F.C. Copenhagen | 9 | 1995, 1997, 2004, 2009, 2012, 2015, 2016, 2017, 2023 | 4  | 1998, 2002, 2007, 2014                                     |
| Brøndby IF      | 8 | 1989, 1994, 1998, 2003, 2005, 2008, 2018,            | 4  | 1988, 1996, 2017, 2019                                     |
| Vejle           | 6 | 1958, 1959, 1972, 1975, 1977, 1981                   | 1  | 1968                                                       |
| OB              | 5 | 1983, 1991, 1993, 2002, 2007                         | 2  | 1974, 2022                                                 |
| AaB             | 3 | 1966, 1970, 2014                                     | 10 | 1967, 1987, 1991, 1993, 1999, 2000, 2004, 2009, 2020, 2023 |
| Esbjerg fB      | 3 | 1964, 1976, 2013                                     | 6  | 1957, 1962, 1978, 1985, 2006, 2008                         |
| Lyngby          | 3 | 1984, 1985, 1990                                     | 2  | 1970, 1980                                                 |
| Randers Freja   | 3 | 1967, 1968, 1973                                     | 0  |                                                            |
| FC Midtjylland  | 2 | 2019, 2022                                           | 4  | 2003, 2005, 2010, 2011                                     |
| Frem            | 2 | 1956, 1978                                           | 3  | 1969, 1971, 1981                                           |
| B 1903          | 2 | 1979, 1986                                           | 2  | 1982, 1992                                                 |
| B 1909          | 2 | 1962, 1971                                           | 1  | 1977                                                       |
| Randers FC      | 2 | 2006, 2021                                           | 1  | 2013                                                       |
| FC Nordsjælland | 2 | 2010, 2011                                           | 0  |                                                            |
| KB              | 1 | 1969                                                 | 5  | 1958, 1961, 1965, 1966, 1984                               |
| AB              | 1 | 1999                                                 | 3  | 1956, 1995, 2001                                           |
| Silkeborg IF    | 1 | 2001                                                 | 1  | 2018                                                       |
| SønderjyskE     | 1 | 2020                                                 | 0  |                                                            |
| Viborg          | 1 | 2000                                                 | 0  |                                                            |
| B 93            | 1 | 1982                                                 | 0  |                                                            |
| Hvidovre IF     | 1 | 1980                                                 | 0  |                                                            |
| Vanløse IF      | 1 | 1974                                                 | 0  |                                                            |
| B 1913          | 1 | 1963                                                 | 0  |                                                            |
| Ikast fS        | 0 |                                                      | 3  | 1986, 1989, 1997                                           |
| B 1901          | 0 |                                                      | 2  | 1973, 1983                                                 |
| Køge BK         | 0 |                                                      | 2  | 1963, 1979                                                 |
| Holbæk B&I      | 0 |                                                      | 2  | 1975, 1976                                                 |
| FC Vestsjælland | 0 |                                                      | 1  | 2015                                                       |
| AC Horsens      | 0 |                                                      | 1  | 2012                                                       |
| Næstved IF      | 0 |                                                      | 1  | 1994                                                       |
| Fremad Amager   | 0 |                                                      | 1  | 1972                                                       |
| Odense KFUM     | 0 |                                                      | 1  | 1964                                                       |
| Frem Sakskøbing | 0 |                                                      | 1  | 1960                                                       |
| Aalborg Chang   | 0 |                                                      | 1  | 1955                                                       |